# Беранкис, Ричардас
Ричардас Беранкис (лит. Ričardas Berankis; род. 21 июня 1990 года в Вильнюсе, Литва) — литовский теннисист; победитель одного турнира ATP в парном разряде; победитель одного юниорского турнира Большого шлема в одиночном разряде (Открытый чемпионат США-2007); победитель одиночного турнира Orange Bowl (2007); бывшая первая ракетка мира в юниорском рейтинге. Единственный в истории литовский теннисист, когда-либо входивший в топ-100 мирового рейтинга, неоднократно по ходу карьеры являлся первой ракеткой среди теннисистов из стран Балтии (Литвы, Латвии и Эстонии).

## Общая информация
Ричардас — один из двух детей Елены и Генадиюса Беранкисов; его старшую сестру зовут Лина (также какое-то время занималась теннисом, но хоть сколько-нибудь крупных успехов не достигла).
Литовец в теннисе с двух лет. Любимое покрытие — хард. С девяти лет Ричардас тренируется под руководством Ремигиюса Бальжекаса, во время пребывания в Северной Америке — в академии Ника Боллетьери во Флориде.

## Спортивная карьера

#### 2007-2008
В 2007 году Беранкис выиграл на юниорском этапе карьеры Открытый чемпионат США среди юношей. По итогам года он возглавил юниорский рейтинг. В марте 2007 года Ричардас выиграл первый турнир из серии «фьючерс», а в мае дебютировал за сборную Литвы в отборочном турнире розыгрыша Кубка Дэвиса. В июне 2008, пробившись через квалификацию на турнир в Варшаве, литовский теннисист дебютировал в ATP-туре. В первом матче на таком профессиональном уровне он проиграл американцу Уэйну Одеснику.

#### 2010
В феврале 2010 года Беранкис смог, начав с квалификации, дойти до четвертьфинала на турнире в Сан-Хосе. В июне того же года он получил первый титул из серии «челленджер», выиграв его на траве в Ноттингеме. Затем Ричардас пробивается через квалификацию на первый свой взрослый Большой шлем — Уимблдонский турнир. На нём он смог выиграть матч первого раунда у Карстена Болла, а во втором проигрывает Фелисиано Лопесу. Пройдя квалификацию и на Открытый чемпионат США, Беранкис также вышел во второй раунд. В конце сезона 2010 года он смог выиграть «челленджер» в Хельсинки, что позволило литовцу попасть в Топ-100 мирового рейтинга.

#### 2011
На Открытом чемпионате Австралии 2011 Беранкис смог пройти в третий раунд, обыграв во втором на отказе известного аргентинского теннисиста Давида Налбандяна (6-1 6-0 2-0 — отказ). В следующем раунде он проигрывает № 7 в мире на тот момент Давиду Ферреру. На турнире в Сан-Хосе он смог второй год подряд сыграть в четвертьфинале. С апреля по июль он не выступал на соревнованиях из-за проблем со здоровьем, что сказалось на его рейтинге и результатах. В конце июля уже 2012 года он смог добиться выхода в финал на турнире в Лос-Анджелесе. Те соревнования Беранкис начал с квалификации и на своем пути к решающему матчу выиграл семь матчей подряд. В решающем поединке он разгромно проиграл Сэму Куэрри со счётом 0-6, 2-6. В сентябре Ричардас сыграл в 1/4 финала на турнире в Санкт-Петербурге.

#### 2013
В 2013 году Беранкис смог выступить на Австралийском чемпионате, пройдя квалификационный отбор и выиграть в основной сетке Сергея Стаховского и Флориана Майера. В третьем раунде он проигрывает № 3 в мире Энди Маррею. Выступление в Австралии позволило литовскому спортсмену вернуть себе место в Топ-100. В начале марта Ричардас сыграл в четвертьфинале турнира в Делрей-Бич, а в апреле в Хьюстоне. На дебютном в основной сетке Открытом чемпионате Франции он на старте проиграл Жюльену Беннето. На Уимблдонском турнире в первом раунде он проиграл другому французскому теннисисту Полю-Анри Матьё. В августе он смог попасть в четвертьфинал на турнире в Уинстон-Сейлеме. На Открытом чемпионате США жребий подарил Беранкису в соперники по первому раунду лидера мировой классификации Новака Джоковича и литовец практически без борьбы проиграл.

#### 2014
В январе 2014 года Беранкис пробился в основной розыгрыш Открытого чемпионата Австралии, где в первом раунде проиграл Александру Долгополову. В июле того же года он побеждает на «челленджере» в Астане. В октябре через квалификацию Ричардас попадает на турнир в Москве, где сумел выйти в 1/4 финала и обыграть для этого теннисиста из Топ-10 Милоша Раонича — 6-3, 4-6, 6-3. В ноябре он побеждает на «челленджере» в Андрии и завершает сезон в первой сотне, заняв 86-ю строчку.

#### 2015
На Открытом чемпионате Австралии 2015 года Беранкис закончил выступления на стадии второго раунда. В феврале он вышел в четвертьфинал на турнире в Загребе. В апреле, выступая в парном разряде турнира в Хьюстоне совместно с Теймуразом Габашвили, Беранкис выиграл дебютный приз на соревнованиях ATP. В мае на кортах Ролан Гаррос он выбыл в первом раунде, а на Уимблдонском турнире во втором. Летом литовский спортсмен дважды вышел в четвертьфинал на турнирах в Атланте и Вашингтоне. На Открытом чемпионате США он проиграл во втором раунде. В концовке сезона ему удалось выиграть «челленджере» в Ортизеи.

#### 2016
На Открытом чемпионате Австралии 2016 года Беранкис в первом раунде уступил Александру Долгополову. В феврале в Мемфисе он смог выйти полуфинал. В апреле Ричардас победил на двух «челленджерах» подряд: в Кванджу и Нанкине. На Открытом чемпионате Франции он проиграл в первом раунде Николя Маю. На Уимблдонском турнире Беранкис проиграл в первом раунде британцу Маркусу Уиллису, который находился на более чем 700 мест ниже в рейтинге чем литовец. В августе он выступил на Олимпиаде, которая проводилась в Рио-де-Жанейро. В одиночном разряде он вылетел уже на старте, проиграв австралийцу Джону Миллману. На Открытом чемпионате США он выиграл Малика Джазири, а затем проиграл № 10 в мире Доминику Тиму.

#### 2017
В мае 2017 года Ричардас смог одержать победу на челленджере в Казахстане. В финале литовцу не смог оказать серьезного сопротивления теннисист из Германии Янник Ханфманн, где Беранкис оказался сильнее и довёл встречу до победы со счётом 2-0 (6-3 6-2). Это оказался единственный титул, который смог завоевать Ричардас в 2017 году.
2018
Не повезло с жребием Ричардсу на Открытом чемпионате Австралии. В первом матче его соперником стал Стэн Вавринка, который не оставил шансов на выход во второй круг. В конце марта Беранкису удалось выиграть французский челленджер в Санкт-Брие, где в финале одержал победу над французом Констаном Лестьенном в трёх сетах (6-2 5-7 6-4).  В октябре дошёл до финала челленджера в Брест (Франция), в котором уступил поляку Хумберту Гуркачу в двух сетах (5-7 1-6).
2019
В январе выиграл турнир серии челленджер в Ренне (Франция), обыграв в финале местного теннисиста Антуана Оана в двух сетах (6-4 6-2). В марте выиграл челленджер в Drummondville (Канада), разобравшись в финале с Янником Маденом из Германии в двух сетах (6-3 7-5).
На Открытом чемпионате США дошёл до второго раунда, но проиграл Пабло Кареньо Буста в четырёх сетах. На Открытом чемпионате США в парном разряде вместе с Хуаном Игнасио Лондеро дошли до второго круга, но уступили паре Джейми Маррей/Нил Скупски.

## Рейтинг на конец года
| Год  | Одиночный рейтинг | Парный рейтинг |
| 2018 | 116               |                |
| 2017 | 136               | 819            |
| 2016 | 92                | 383            |
| 2015 | 85                | 146            |
| 2014 | 86                | 769            |
| 2013 | 131               | 342            |
| 2012 | 113               | 680            |
| 2011 | 125               | 287            |
| 2010 | 87                | 1 138          |
| 2009 | 320               | 1 595          |
| 2008 | 455               | 768            |
| 2007 | 707               |                |
| 2006 | 1 541             |                |

## Выступления на турнирах

### Финалы турнировATPв одиночном разряде (2)

#### Поражения (2)
| Легенда                    |
| -------------------------- |
| Турниры Большого шлема (0) |
| Финал АТР-тура (0)         |
| ATP Мастерс 1000 (0)       |
| АТР 500 (0)                |
| АТР 250 (0+2)              |

| Титулы по покрытиям | Титулы по месту проведения матчей турнира |
| ------------------- | ----------------------------------------- |
| Хард (0+2)          | Зал (0+1)                                 |
| Грунт (0)           | Зал (0+1)                                 |
| Трава (0)           | Открытый воздух (0+1)                     |
| Ковёр (0)           | Открытый воздух (0+1)                     |

| №  | Дата            | Турнир            | Покрытие | Соперник в финале | Счёт        |
| 1. | 29 июля 2012    | Лос-Анджелес, США | Хард     | Сэм Куэрри        | 0-6 2-6     |
| 2. | 22 октября 2017 | Москва, Россия    | Хард(i)  | Дамир Джумхур     | 2-6 6-1 4-6 |

### Финалы челленджеров и фьючерсов в одиночном разряде (22)

#### Победы (11)
| Условные обозначения |
| Челленджеры (12+9)   |
| Фьючерсы (1+3)       |

| Титулы по покрытиям | Титулы по месту проведения матчей турнира |
| ------------------- | ----------------------------------------- |
| Хард (9+12)         | Зал (5+5)                                 |
| Грунт (2+0)         | Зал (5+5)                                 |
| Трава (1)           | Открытый воздух (8+7)                     |
| Ковёр (1)           | Открытый воздух (8+7)                     |

| №   | Дата           | Турнир                    | Покрытие | Соперник в финале   | Счёт            |
| 1.  | 18 марта 2007  | Албуфейра, Португалия     | Хард     | Нильс Десейн        | 7-5 6-4         |
| 2.  | 6 июня 2010    | Ноттингем, Великобритания | Трава    | Го Соэда            | 6-4 6-4         |
| 3.  | 28 ноября 2010 | Хельсинки, Финляндия      | Хард(i)  | Михал Пшисенжний    | 6-1 2-0 — отказ |
| 4.  | 27 июля 2014   | Астана, Казахстан         | Хард     | Марсель Ильхан      | 7-5 5-7 6-3     |
| 5.  | 23 ноября 2014 | Андрия, Италия            | Ковёр(i) | Николоз Басилашвили | 6-4 1-0 — отказ |
| 6.  | 15 ноября 2015 | Ортизеи, Италия           | Хард(i)  | Раджив Рам          | 7-6 (7-3) 6-4   |
| 7.  | 17 апреля 2016 | Кванджу, Южная Корея      | Хард     | Грега Жемля         | 6-3 6-2         |
| 8.  | 23 апреля 2016 | Нанкин, Китай             | Грунт    | Грега Жемля         | 6-3 6-4         |
| 9.  | 27 мая 2017    | Шымкент, Казахстан        | Грунт    | Янник Ганфманн      | 6-3 6-2         |
| 10. | 1 апреля 2018  | Сен-Бриё, Франция         | Хард(i)  | Констан Лестьенн    | 6-2 5-7 6-4     |
| 11. | 27 января 2019 | Рен, Франция              | Хард(i)  | Антуан Хоанг        | 6-4 6-2         |
| 12. | 17 марта 2018  | Драммондвилл, Канада      | Хард     | Янник Маден         | 6-3 7-5         |
| 13. | 12 мая 2019    | Пусан, Республика Корея   | Хард     | Андрю Харис         | 7-6 (7-5) 6-2   |

#### Поражения (11)
| №   | Дата             | Турнир                                  | Покрытие | Соперник в финале | Счёт              |
| 1.  | 18 января 2009   | Штутгарт, Германия                      | Хард(i)  | Ян Мертль         | 4-6 6-3 3-6       |
| 2.  | 13 сентября 2009 | Стамбул, Турция                         | Хард     | Алексей Кедрюк    | 2-6 4-6           |
| 3.  | 28 ноября 2009   | Санто-Доминго, Доминиканская республика | Хард     | Виктор Эстрелья   | 5-7 1-6           |
| 4.  | 8 августа 2010   | Ванкувер, Канада                        | Хард     | Дуди Села         | 5-7 2-6           |
| 5.  | 20 ноября 2011   | Братислава, Словакия                    | Хард(i)  | Лукаш Лацко       | 6-7 (7-9) 2-6     |
| 6.  | 7 июля 2012      | Уиннетка, США                           | Хард     | Джон-Патрик Смит  | 6-3 3-6 6-7 (3-7) |
| 7.  | 18 ноября 2013   | Хельсинки, Финляндия                    | Хард(i)  | Яркко Ниеминен    | 3-6 1-6           |
| 8.  | 26 июля 2015     | Реканати, Италия                        | Хард     | Мирза Башич       | 4-6 6-3 6-7 (4-7) |
| 9.  | 3 апреля 2016    | Раанана, Израиль                        | Хард     | Евгений Донской   | 4-6 4-6           |
| 10. | 13 августа 2017  | Цзинань, Китай                          | Хард     | Лу Яньсюнь        | 3-6 1-6           |
| 11. | 28 января 2018   | Рен, Франция                            | Хард(i)  | Вашек Поспишил    | 1-6 2-6           |
| 12. | 28 октября 2018  | Брест, Франция                          | Хард(i)  | Хуберт Хуркач     | 5-7 1-6           |

### Финалы турниров ATP в парном разряде (1)

#### Победы (1)
| №  | Дата           | Турнир       | Покрытие | Партнёр            | Соперники в финале            | Счёт    |
| 1. | 12 апреля 2015 | Хьюстон, США | Грунт    | Теймураз Габашвили | Скотт Липски Трет Конрад Хьюи | 6-4 6-4 |

### Финалы челленджеров и фьючерсов в парном разряде (2)

#### Победы (1)
| №  | Дата       | Турнир         | Покрытие | Партнёр      | Соперники в финале               | Счёт    |
| 1. | 9 мая 2008 | Мак-Аллен, США | Хард     | Сергей Бетов | Адам эль-Мидави Владимир Игнатик | 6-3 6-3 |

#### Поражения (1)
| №  | Дата             | Турнир          | Покрытие | Партнёр       | Соперники в финале              | Счёт    |
| 1. | 29 сентября 2013 | Орлеан, Франция | Хард(i)  | Франко Шкугор | Илья Марченко Сергей Стаховский | 5-7 3-6 |